# نصف دولار كولومبي
نصف الدولار الكولومبي هي عملة معدنية أصدرها مكتب دار سك العملة في عامي 1892 و1893. أول عملة تذكارية تقليدية للولايات المتحدة، صدرت لجمع الأموال من أجل المعرض الكولومبي العالمي لعام 1893، وللاحتفال بالذكرى المئوية الرابعة للرحلة الأولى إلى الأمريكتين لكريستوفر كولومبوس، وكان نصف الدولار الكولومبي أول عملة معدنية أمريكية تصور شخصية تاريخية.
كانت فكرة إنشاء العملة من قبل منظمي المعرض الكولومبي للحصول على أموال فيدرالية لاستكمال بناء المعرض. منح الكونجرس اعتماداً، وسمح له أن يكون على شكل نصف دولار تذكارية، والتي يعتقد المشرعون والمنظمون أنه يمكن بيعها بسعر أعلى. أراد مسؤول المعرض جيمس ألسويرث أن تعتمد العملة الجديدة على لوحة من القرن السادس عشر كان يمتلكها لورينزو لوتو، المعروف بكولومبوس، ودفع لتحقيق ذلك من خلال عملية التصميم. عندما أثبتت الرسومات الأولية لرئيس دار سك العملة تشارلز باربر أنها غير مرضية، تحول منظمو المعرض إلى تصميم للفنان أولين ليفي وارنر، سكتها دار سك العملة بعد تعديلها من قبل باربر ومساعده جورج مورغان.
سكت حوالي 5 مليون عملة نصف دولار، وهو ما يتجاوز بكثير الطلب الفعلي، وصهر نصفها. ولكنه لم يعالج المشاكل المالية للمعرض، حيث بيع أقل من 400000 بسعر ممتاز، وطرح حوالي 2000000 للتداول، حيث بقيت حتى أواخر الخمسينيات من القرن الماضي.